# Alizaprid
Alizaprid ist ein antiemetischer Arzneistoff aus der Gruppe der Prokinetika, der zur Vorbeugung und Behandlung von Erbrechen, Übelkeit und Brechreiz eingesetzt wird.

## Wirkmechanismus
Die Wirkungen von Alizaprid basieren auf der Blockade von Dopamin-Rezeptoren im Brechzentrum.
Da Alizaprid die Blut-Hirn-Schranke zu passieren vermag, können als unerwünschte Wirkungen vorübergehend extrapyramidal-motorische Störungen wie akute Dystonien und Dyskinesien auftreten. Die terminale Plasmahalbwertszeit beträgt etwa 3 Stunden.

## Synthese
Die mehrschrittige Synthese von Alizaprid ist in der folgenden Reaktionssequenz beschrieben:
Das Produkt wird hier aus den Edukten 4-Aminosalicylsäure und 1-Allyl-2-aminomethylpyrrolidin hergestellt, indem die Aminosalicylsäure erst zweifach mit Dimethylsulfat methyliert wird und in einem zweischrittigen Verfahren zum Benzotriazol umgesetzt wird. Der Methylester kondensiert im letzten Schritt mit der Aminogruppe des zweiten Edukts zum Amid.

## Handelsnamen
Vergentan (D), Limican (I)
Als Tabletten und Injektionslösung erhältlich. Arzneilich wird auch das Salzsäuresalz Alizapridhydrochlorid eingesetzt, ein Pulver mit einem Schmelzpunkt von 206–208 °C.